# Filmografia de Maria Bethânia

## Séries
- 2012 - Família Imperial - Ela Mesma (2 Episódios) Ela faz o papel nesse série de Pedagoga de Lucrécia no futuro

## Filmes

Maria Bethânia no filme Quando o Carnaval Chegar.

- O desafio, de Paulo Cezar Saraceni (35 mm, pb, 100 min) ("É de manhã" de Caetano Veloso; "Eu vivo num tempo de guerra" de Edu Lobo e Gianfrancesco Guarnieri; "Carcará" de João do Vale e José Cândido, com Zé Keti e João do Vale; "Notícia de jornal" de Zé Keti, apenas com Zé Keti) [filmagens no Teatro Opinião, Rio de Janeiro, em 1965]
- Garota de Ipanema, de Leon Hirszman (35 mm, cor)
- O Homem que Comprou o Mundo, de Eduardo Coutinho (35 mm, pb, 100 min) - canta a canção-tema
- Quando o carnaval chegar, de Carlos Diegues (35 mm, cor, 103 min) - atua e canta

## Documentários
- Improvisiert und Zielbewusst / Cinema Novo, de Joaquim Pedro de Andrade (16 mm, pb, 31 min) ("Só me fez bem" de Edu Lobo e Vinicius de Moraes)
- Enredando sombras (segmento Cinema Novo, de Orlando Senna)
- Além-mar, de Belisário Franca e Luis Antônio Silveira (Betacam, cor, 60 min)
- Saravah, de Pierre Barouh (Biscoito Fino, 2005, DVD) (Bethânia e Paulinho da Viola interpretam numa mesa de bar em Itaipu, litoral fluminense, "Coração vulgar" de Paulinho da Viola, "Rosa Maria" de Hanníbal da Silva e Éden Silva, "Tudo é ilusão" de Hanníbal da Silva, Éden Silva e Tulio Lavar, "Pecadora" de Jair do Cavaquinho e Joãozinho da Pecadora, "Pranto de poeta" de Guilherme de Brito e Nelson Cavaquinho, e acompanhada ao piano de Luiz Carlos Vinhas e do trombone de Raul de Souza em ensaios na boate Sucata canta "Baby" e "Tropicália" de Caetano Veloso, "Frevo nº 1 do Recife" de Antonio Maria e "Pra dizer adeus" de Edu Lobo, Lani Hall e Torquato Neto)
- Certas palavras com Chico Buarque, de Mauricio Berú (35 mm, cor, 110 min) ("Olhos nos olhos" de Chico Buarque)
- Brasil, de Rogério Sganzerla (35 mm, cor, 13 min) [filmagem ao vivo da gravação do disco 'Brasil' com João Gilberto, Caetano Veloso e Gilberto Gil; filmado durante quatro meses de 1981]
- Chico e as cidades, de José Henrique Fonseca (DVD) ("Olhos nos olhos")
- Biblioteca Mindlin - Um mundo em páginas, de Cristina Fonseca (vídeo, cor, 77 min) (depoimento)
- O ovo, de Nicole Algranti (35 mm, cor, 11 min) (narração)
- Vinicius - Quem pagará o enterro e as flores se eu me morrer de amores, de Miguel Faria Jr. (35 mm) (depoimento) ("Soneto do amor total", "Pátria minha" e "O que tinha de ser")
- O sonho acabou [Phono 73 - O canto de um povo], de Carlos Augusto de Oliveira [Palácio das Convenções do Anhembi, São Paulo em 12 e 13 maio 1973, "A volta da Asa Branca", "Rosa dos ventos" e com Gal Costa "Oração de Mãe Menininha"] (DVD)
- Viva volta, de Heloisa Passos (35 mm, cor, 15 min) [sobre Raul de Souza]
- (o vento lá fora), leitura de poemas de Fernando Pessoa com Cleonice Berardinelli, dir. Marcio Debellian (2014)
- Fevereiros, de Marcio Debellian (2017)
- Maria - Ninguém Sabe Quem Sou Eu (2022)
- Glória (2025)

## Curta metragens
- A Última Ceia segundo Ziraldo, de Rodolfo Neder (35 mm, cor, 10 min)